# Таксист (фильм, 1976)
«Таксист» (англ. Taxi Driver) — американская психологическая драма в стиле неонуар 1976 года, пятый полнометражный фильм, снятый Мартином Скорсезе по сценарию Пола Шредера. Действие фильма происходит в морально разлагающемся Нью-Йорке после войны во Вьетнаме. Роберт Де Ниро играет ветерана морской пехоты и таксиста Трэвиса Бикла, чьё психическое состояние ухудшается из-за того, что он работает по ночам в городе. В фильме также снимались Джоди Фостер, Сибилл Шеперд, Харви Кейтель, Питер Бойл, Леонард Харрис и Альберт Брукс (в своей первой роли в полнометражном фильме).
Посмотрев «Не тот человек» (1956) и «Большой всплеск» (1973), Скорсезе хотел, чтобы фильм показался зрителям сном. Съёмки начались летом 1975 года, и актёрам пришлось сократить гонорары, чтобы проект мог быть завершён при его небольшом бюджете в 1,9 миллиона долларов.
Для саундтрека Бернард Херрманн написал то, что стало его последней партитурой. Музыка была закончена всего за несколько часов до его смерти, и фильм посвящён ему.
Выпущенный в кинотеатрах Columbia Pictures 8 февраля 1976 года, фильм имел критический и коммерческий успех, несмотря на споры как из-за его графического насилия в кульминации фильма, так и из-за кастинга 12-летней Фостер на роль малолетней проститутки. Фильм получил множество наград, включая «Золотую пальмовую ветвь» на Каннском кинофестивале 1976 года и четыре номинации на 49-й церемонии вручения премии «Оскар», включая «Лучший фильм», «Лучшая мужская роль» (Де Ниро) и «Лучшая женская роль второго плана» (Фостер).
Хотя «Таксист» вызвал дальнейшие споры из-за того, что вдохновил Джона Хинкли-младшего на покушение на президента Рональда Рейгана в 1981 году, фильм остался популярным. Он считается одним из величайших фильмов, когда-либо снятых, и одним из самых культурно значимых и вдохновляющих своего времени, получив культовый статус.
В 2022 году Sight & Sound назвал его 29-м лучшим фильмом в своём десятилетнем опросе критиков и 12-м величайшим фильмом всех времён в своём опросе режиссёров, разделив с «Барри Линдоном». В 1994 году фильм был признан «культурно, исторически или эстетически» значимым Библиотекой Конгресса США и был выбран для сохранения в Национальном реестре фильмов.

## Сюжет
Главный герой фильма — Трэвис Бикл, одинокий 26-летний мужчина, который раньше служил в морской пехоте 4 года — с 1969 по 1973 г. во Вьетнамской войне. Страдая от хронической бессонницы, он устраивается работать ночным таксистом в Нью-Йорке. В свободное время Трэвис посещает порнокинотеатры либо бесцельно кружит за рулём своего такси по задворкам города. Эти поездки сняты таким образом, что дают почувствовать зрителю и фатальное одиночество главного героя, и его внутреннюю отрешённость от людей, которые остаются за стеклом его автомобиля.
Ему удаётся познакомиться с девушкой по имени Бетси (Сибилл Шеперд), которая работает в штабе выборов нью-йоркского сенатора Чарльза Палантайна. На следующий день после свидания в кафе Трэвис приглашает её в кинотеатр, где идёт порнофильм. Он не разбирается в кино, и девушка, посчитав его ненормальным, уходит. Трэвис чувствует себя потерянным и брошенным. Попытки вернуть общение с Бетси ни к чему не приводят. 
Однажды в такси Трэвиса садится полубезумный бизнесмен (Мартин Скорсезе), который поворачивает его мысли к насилию, рассказав о своём намерении убить жену, по его словам, изменяющую ему с негром.
Будучи за рулём, Трэвис знакомится с Айрис (Джоди Фостер) — 12-летней девочкой-проституткой, сбежавшей от своего сутенёра. Он пытается «спасти» падшего ангела — уговорить вернуться к родителям и в школу. Однако девочка не прочь вернуться обратно к сутенёру (Харви Кейтель), поскольку он, как ей кажется, любит её.
Трэвис окончательно приходит к мысли, что пора вычистить всю «грязь» из города. Он, как ветхозаветный пророк, мечтает о ливне, который вычистит весь город. Для этого он покупает четыре пистолета. Случайно оказавшись свидетелем ограбления магазина, Трэвис стреляет в чернокожего грабителя, которого продавец затем остервенело добивает. Отчасти из ревности к Бетси, отчасти из-за общего своего состояния Трэвис решает начать с убийства сенатора Палантайна, однако увидев, что его заметили люди из службы безопасности, сбегает.
Затем он идёт к сутенёру, стреляет ему в живот, врывается в бордель, убивает вышибалу и мафиози, пришедшего воспользоваться услугами Айрис. В ходе перестрелки Трэвис получает ранения в шею и в плечо. Кажется, что он умирает от пулевых ран. Однако в следующей сцене показано письмо родителей Айрис к Трэвису, в котором они называют его героем. Судя по всему, история учинённой им в борделе расправы получает широкий общественный резонанс, и многие искренне восхищаются им.
В последней сцене показано, как в такси Бикла вновь садится Бетси. Она считает его героем, но он себя таковым не считает. Бикл довозит её до дома, не берёт плату и уезжает. Широко распространено мнение, что после сцены убийства всё происходит в затухающем воображении главного героя. Таксист вздрагивает, поймав отражение своих встревоженных, залитых красными огнями глаз в зеркале таксомотора. Финальные титры идут на фоне отражений улиц города в лобовом стекле автомобиля. Фильм заканчивается планом ночной улицы, по которой едет множество машин, на обочине видны силуэты людей, после чего сцена уходит в затемнение.

## Команда
- Режиссёр Мартин Скорсезе
- Продюсер Джулия Филлипс, Майкл Филлипс[англ.]
- Сценарист Пол Шредер
- Композитор  Бернард Херрманн (скончался до премьеры, в конце фильма ему выражены отдельные слова благодарности)
- Оператор Майкл Чэпмен
- Монтаж Том Рольф, Мелвин Шапиро
- Художник по костюмам Рут Морли

### В ролях
| Актёр           | Роль                            |
| --------------- | ------------------------------- |
| Роберт Де Ниро  | Трэвис Бикл                     |
| Сибилл Шеперд   | Бетси                           |
| Джоди Фостер    | Айрис «Изи» Стинсма             |
| Харви Кейтель   | сутенёр Мэттью «Щеголь» Хиггинс |
| Питер Бойл      | таксист «Колдун»                |
| Леонард Хэррис  | сенатор Чарльз Палантайн        |
| Альберт Брукс   | Том                             |
| Мартин Скорсезе | пассажир Трэвиса                |
| Гарт Эйвери     | подруга Айрис                   |
| Ричард Хиггс    | офицер службы охраны            |
| Роберт Марофф   | мафиози                         |
| Стивен Принс    | Энди (продавец оружия)          |
| Питер Сэведж    | Джон                            |

## Создание

### Сценарий
Фильм снят по сценарию известного кинокритика Пола Шредера, который основан на переработке фабулы классического вестерна «Искатели» и насыщен автобиографическими элементами. Среди литературных источников, от которых он отталкивался, сценарист называет работы Достоевского («Записки из подполья») и Сартра («Тошнота»). «Я пытался перенести героя произведений экзистенциалистов из Европы в Америку. Как можно заметить, в американском варианте он ещё менее способен разобраться в причинах своих проблем», — пишет Шредер. Скорсезе и Шредера познакомил Брайан де Пальма. Скорсезе настоял на переработке сценария по нескольким существенным позициям. В частности, действие было перенесено из Лос-Анджелеса в более знакомый ему Нью-Йорк, а последние жертвы Бикла из соображений политкорректности вместо негров стали белыми.

### Съёмки и резонанс
Производство Columbia Pictures совместно с Bill/Phillips и Italo/Judeo Productions. Съёмки проходили в Нью-Йорке в те дни, когда на город обрушилась небывалая жара, а сборщики мусора объявили забастовку. Американская ассоциация кинокомпаний отказывалась выпустить на широкий экран фильм из-за запредельного, по меркам того времени, насилия в сцене кровавой перестрелки в борделе. Чтобы получить прокатное удостоверение, Скорсезе пришлось перевести сцену в монохром: в этой версии кровь не так бросалась в глаза. Американская премьера состоялась 8 февраля 1976 года.

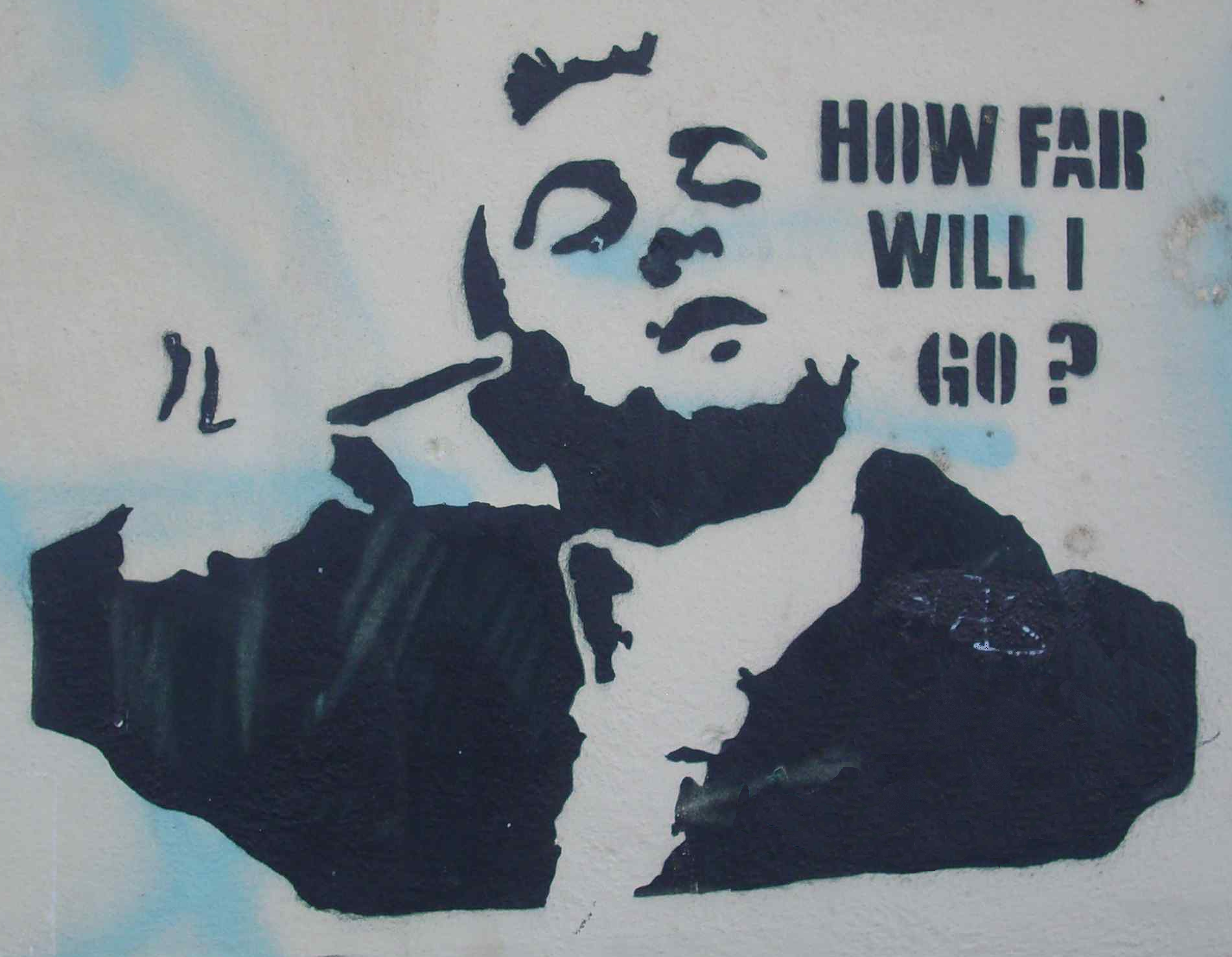
Граффити с изображением Трэвиса Бикла в Регенсбурге

Фильм привлёк широкое внимание общественности после того, как Джон Хинкли, который пытался убить президента США Рональда Рейгана, заявил о том, что смотрел его не менее 15 раз. По прошествии времени основные темы «Таксиста» не утратили своей актуальности: в XXI веке Трэвис Бикл стал восприниматься как «далёкий предшественник фанатиков-антиглобалистов, взрывающих торговые центры и рассылающих смертельные бандероли» (Андрей Плахов). Скорректированная версия фильма вышла в американский прокат к 20-летнему юбилею премьеры, 16 февраля 1996 года.

### Работа оператора
Чтобы нарисовать импрессионистическими красками картину инфернального ночного Нью-Йорка с лёгкими нотками нуара, со смазанными влажными огнями на чернильном фоне, оператору Майклу Чапмену приходилось часами колесить в фургоне по улицам города. Картины уличной жизни, которые проплывают перед глазами таксиста, даны в замедленном ритме, что подчёркивает обострённость его восприятия. Огнестрельное оружие, которое приобретает главный герой, освещено и снято также с точки зрения его субъективного восприятия — так, как если бы это были иконы.

### Актёрская работа
Актёрская работа Де Ниро в фильме была крайне положительно оценена критиками. В период подготовки к съёмкам актёр снимался у Бертолуччи в исторической эпопее «1900». В перерывах между съёмками он возвращался из Рима в Нью-Йорк, где бесцельно колесил по улицам, вживаясь в образ своего героя. Также много общался с американскими солдатами. Когда Бикл окончательно встаёт на путь насилия, меняется его внешний облик. Один из актёров, ранее служивший во Вьетнаме, посоветовал Де Ниро сделать причёску «ирокез», которую выстригали себе солдаты, уходившие берсерками в джунгли. Эта деталь подчёркивает слом во внутреннем состоянии героя.

### Музыка
Композитор Бернард Херрманн закончил работу над звуковой дорожкой фильма практически за день до смерти. Музыкальная тема «Таксиста» I still can’t sleep в известной степени является содержательным стержнем, на который нанизаны и визуальная образность и диалоги. Скорсезе как-то сказал, что при расположении сцен вдохновлялся джазовым альбомом Вана Моррисона Astral Weeks. Романтичной мелодии саксофона (в исполнении Тома Скотта) в музыкальной ткани фильма противопоставлена жёсткая перкуссия, напоминающая звуки военного барабана. Это раздвоение олицетворяет чёрно-белое мировосприятие главного героя, где «раю», который воплощают идеализированные образы Бетси и Айрис, противостоит «ад», представителями которого выступают те, кто стоит между ними и Биклом и кого следует убить, — в частности, сенатор и сутенёр.

## Критика
Влиятельный киновед Робин Вуд в 1986 году охарактеризовал социально-политические взгляды Шредера как «квази-фашистские», а внутреннюю конфликтность «Таксиста» объяснил противоречием между мировосприятием воспитанного в американской глубинке протестанта Шредера и католика Скорсезе, который сформировался в космополитичной среде «Большого яблока». Первый чувствует с Биклом душевное родство и пытается оправдать его, второй ищет критическую дистанцию. То, что преступление Бикла в фильме прямо не осуждается, а концовка допускает разные толкования, вызвало, в частности, протест со стороны председателя каннского жюри, драматурга Теннесси Уильямса, который обвинил создателей фильма в апологии насилия.
В прессе долгое время велись дебаты о реальности всего того, что показано после убийства. Майкл Аткинсон заметил по этому поводу, что это не столь важно, так как психическое расстройство главного героя на протяжении всего фильма предопределяет неадекватное восприятие им мира. По словам Аткинсона, герой Де Ниро — своего рода всечеловек, наиболее американский из киногероев, бесправная жертва амбиций нации, приучившей его к бессмысленности смерти на полях далёкой войны, затерянная на инфернальных улицах самого свободного города мира.
Маститый американский кинокритик Роджер Эберт считал «Таксиста» одним из наиболее сильных фильмов в истории кинематографа. Он толковал его как рассказ о неискоренимой потребности человека в общении с другими людьми и о том психическом надломе, который неизбежен при фатальной неспособности к коммуникации. В этом смысле он считал характерной знаменитую сцену, когда герой Де Ниро беспрестанно спрашивает у своего отражения в зеркале: «Ты со мной говоришь?» (You talkin' to me?). Дэйв Кер из The New York Times, сверх того, увидел в фильме иллюстрацию того, как работает бессознательное влечение к смерти.
Джонатан Розенбаум считает фильм по форме самым виртуозным из всего созданного Скорсезе, а также поднимающим наиболее провокационные вопросы. Из фильма следует, например, что далеко не все дети мечтают вернуться с панели домой к родителям. Режиссёр «до странного упивается» нарисованной им картиной психических отклонений, которая вызывает ассоциации не только с мунковским «Криком», но и с джазовыми импровизациями Гершвина. Провокативный заряд ленты видится Розенбауму в том, что переживания, которые чреваты геноцидом, поданы в фильме с теплотой, поэзией и даже лиризмом.

Российский социолог и культуролог Александр Тарасов ставит фильм «Таксист» в ряд с другими фильмами того времени: 
20 лет назад, когда в Голливуд пришли ультраконсерваторы, «новые правые» — и принялись выпускать один за другим фильмы, переполненные казённым патриотизмом вперемежку с насилием, драками, кровью и смертью («Рэмбо», «Рокки», «Форт Апачи, Бронкс», «Таксист», «Конан-варвар» и др.), западноевропейские критики (например, Анн-Мари Бидо) дружно заявили, что эти фильмы созданы для того, чтобы заставить Америку преодолеть «вьетнамский синдром», приучить к мысли о неизбежности новых, кровавых войн, приучить к насилию, сделать обществу психологическую прививку.

## Влияние
«Таксист» вошёл в историю как один из краеугольных камней Нового Голливуда — периода, когда традиционные для коммерческого американского кино формулы переосмысливались в свете уроков французской новой волны. Как пишет Дж. Розенбаум, после «Таксиста» в моду вошло «гламурное живоописание ада на земле и воспевание отчаянного стоицизма на фоне распада капиталистической городской цивилизации», которое породило неонуаровую эстетику «Бегущего по лезвию» со многочисленными его постапокалиптическими эпигонами и фильмы Дэвида Финчера, такие как «Семь» и «Бойцовский клуб».
В 2007 на экраны вышел фильм «Кремень» Алексея Мизгирёва, заимствующий основную фабулу, сюжетные повороты и некоторых персонажей.
«Таксист» регулярно фигурирует в первой половине лучшей сотни фильмов по версии IMDb. По итогам опроса 358 кинорежиссёров, организованного в 2012 году изданием Sight & Sound, фильм Скорсезе попал в пятёрку лучших фильмов в истории. По результатам опроса на сайте myfilms.com цитата «Ты со мной говоришь?» (англ. «You talking to me?») заняла шестое место в списке самых любимых реплик кинозрителей. В голосовании приняли участие более 2000 посетителей сайта.
Режиссёр Тодд Филлипс вдохновлялся «Таксистом», работая над фильмом «Джокер» 2019 года.

## Награды и номинации
- 1977 — 4 номинации на премию «Оскар»: лучший фильм (Майкл Филлипс, Джулия Филлипс), лучшая мужская роль (Роберт Де Ниро), лучшая женская роль второго плана (Джоди Фостер), лучшая музыка к фильму (Бернард Херрманн, посмертно)
- 1977 — 2 номинации на премию «Золотой глобус»: лучшая мужская роль — драма (Роберт Де Ниро), лучший сценарий (Пол Шредер)
- 1977 — 3 премии BAFTA: лучшая женская роль второго плана (Джоди Фостер), самый многообещающий дебютант в главной роли (Джоди Фостер), лучшая музыка к фильму (Бернард Херрманн, посмертно), а также 4 номинации: лучший фильм, лучший режиссёр (Мартин Скорсезе), лучшая мужская роль (Роберт Де Ниро), лучший монтаж (Марсия Лукас, Том Рольф, Мелвин Шапиро)
- 1977 — номинация на премию Гильдии режиссёров США за лучшую режиссуру художественного фильма (Мартин Скорсезе)
- 1977 — номинация на премию Гильдии сценаристов США за лучшую оригинальную драму (Пол Шредер)
- 1976 — Золотая пальмовая ветвь Каннского кинофестиваля (Мартин Скорсезе)